# Joseba Zaldua
Joseba Zaldua Bengoetxea (San Sebastián, Guipúzcoa, 24 de junio de 1992) es un futbolista español. Juega de defensa y su equipo es el Cádiz C. F. de la Segunda División de España.

## Trayectoria

### Inicios
Joseba Zaldúa nació en la ciudad de San Sebastián en 1992. Es natural del barrio sansebastiano de Ayete. Forma parte desde muy joven de las categorías inferiores de la Real Sociedad de Fútbol. Fue captado por la Real Sociedad a través del club convenido Añorga KKE e integrado en las categorías inferiores de la Real Sociedad en categoría cadete "txiki" (14-15 años).
Forma parte de la misma generación de canteranos de la Real Sociedad que Rubén Pardo y Marco Sangalli. En sus orígenes era un centrocampista ofensivo que fue recolocado al puesto de carrilero. Tras pasar por los equipos cadete y juvenil, fue ascendido al filial de la Real Sociedad de cara a la temporada 2010-11.

### Real Sociedad B
En su primera temporada en el fútbol senior no dispuso de oportunidades por ocupar su posición Arkaitz Pérez y Aldalur. Zaldúa solo fue convocado en tres encuentros durante esa temporada y jugó solo uno. Fue el 17 de abril de 2011 cuando debutó con la Real Sociedad B en un partido de Segunda División B disputado en casa del Palencia C. F. (1:0). Jugó los últimos 25 minutos de aquel encuentro.
Su presencia en la Real Sociedad B fue creciendo durante las siguientes campañas. 1439 minutos y 15 partidos como titular en su segunda temporada (2011-12); y 2872 minutos y 32 partidos, todos como titular, en su tercera campaña (2012-13). Para el final de la temporada Zaldúa se había convertido en un titular habitual. 

### Real Sociedad

#### Temporada 2013-14
Durante la pretemporada 2013-14, Zaldúa fue incluido en la lista inicial de jugadores del Sanse que iban a realizar la pretemporada con la Real Sociedad. El entrenador realista Jagoba Arrasate le hizo debutar con la Real Sociedad en un amistoso de pretemporada que disputó contra el Sporting de Lisboa.
El 23 de noviembre de 2013 Zaldúa debutó en partido oficial con la Real Sociedad de Fútbol y en partido de la Primera División española al jugar como titular en un Real Sociedad-Celta de Vigo (4:3). Su presencia en el equipo se debió a la ausencia por lesión de los dos laterales derechos de la primera plantilla; Carlos Martínez y Daniel Estrada. Más tarde fue utilizado por Arrasate en el torneo de Copa del Rey durante los meses de diciembre de 2013 y enero de 2014, competición en la que había disputado completa la eliminatoria contra el Algeciras C. F., y los partidos en casa de las eliminatorias contra el Villarreal C. F. y el Racing de Santander. Jugó estos partido en lugar de Carlos Martínez y posteriormente acabaría ocupando esa posición en todas las competiciones.

#### Temporada 2014-15
Al comenzar la temporada 2014/15 fue ascendido definitivamente del filial al primer equipo de la Real Sociedad, recibiendo el dorsal 20. Además, renovó con el club hasta 2016. Comenzó la temporada como titular habitual tanto en Liga como en la UEFA Europa League. A principios de diciembre, con la llegada del nuevo técnico David Moyes, sufrió una lesión que le mantuvo unas 6 semanas de baja, viéndose relegado a la suplencia por detrás de Carlos Martínez y Aritz Elustondo. Sin embargo, una vez recuperado, a principios de febrero, volvió a recuperar la titularidad. Acabó jugando 23 partidos en esa temporada.

#### Temporada 2015-16
Las cosas cambian esta temporada para Zaldua. Empezó como titular en el primer partido ante el R. C. Deportivo de La Coruña, aunque una lesión le dejó fuera casi dos meses, y cuando regresó ya no fue el mismo.
Además, la salida del técnico David Moyes, y la llegada de Eusebio Sacristán, le perjudicó, ya que incluso con Eusebio se quedó en algunos partidos fuera de las convocatorias. Empezó el año como el primer lateral diestro, y ahora es el tercero tras Aritz Elustondo y Carlos Martínez. No obstante, al final de la temporada acabó jugando más partidos, llegando incluso a actuar de central.

#### Temporada 2016-17
A las órdenes de Eusebio, comenzó la temporada como titular y con buen rendimiento, aunque su expulsión en la cuarta jornada ante el Villarreal C. F. le condenó seriamente hasta ser primero llevado al banquillo, y posteriormente a la grada. Vuelve a recuperar el puesto tras la lesión de Carlos Martínez, pero de nuevo se ve obligado al banquillo hasta la fuerte irrupción del joven Álvaro Odriozola. Finalmente, al acabar la Liga, la Real se clasificó para la Liga Europa de la UEFA como sexta clasificada, después de una gran temporada a nivel colectivo. En el plano individual, disputó un total de 17 partidos.

### C. D. Leganés
En julio de 2017 salió cedido por una temporada al Club Deportivo Leganés en busca de minutos. Completa la temporada rindiendo a un buen nivel, respetado por las lesiones y cumpliendo el objetivo del club de la permanencia. Además, consigue anotar su primer gol en primera división el 21 de enero de 2018 en el estadio de Mendizorroza contra el Deportivo Alavés.

### Vuelta a la Real Sociedad
A final de temporada regresa de su cesión a la Real Sociedad, coincidiendo de nuevo con su entrenador en Leganés Asier Garitano, que fichó por el club donostiarra para la temporada 2018-19. Consiguió su primer gol con la elástica txuri urdin en mayo de 2019 en una victoria por 3-1 en el Reale Arena ante el Real Madrid. Al final de esa campaña, renovó su contrato hasta 2023.
El 3 de abril de 2021, en el Estadio de la Cartuja, conquistó su primer título como profesional al vencer por 1-0 en la final de la Copa del Rey pendiente del año anterior debido a la pandemia de COVID-19 al eterno rival, el Athletic Club.

### Cádiz C. F.
El 11 de julio de 2022 abandonó definitivamente la Real Sociedad tras ser traspasado al Cádiz C. F., equipo con el que firmó por hasta junio de 2025.

## Estadísticas

### Clubes
Actualizado al último partido disputado el 25 de mayo de 2025.
| Club                       | Div.          | Temporada     | Liga  | Liga  | Copas nacionales | Copas nacionales | Copas internacionales | Copas internacionales | Total | Total |
| Club                       | Div.          | Temporada     | Part. | Goles | Part.            | Goles            | Part.                 | Goles                 | Part. | Goles |
| -------------------------- | ------------- | ------------- | ----- | ----- | ---------------- | ---------------- | --------------------- | --------------------- | ----- | ----- |
| Real Sociedad "B" · España | 2.ª B         | 2010-11       | 1     | 0     | —                | —                | —                     | —                     | 1     | 0     |
| Real Sociedad "B" · España | 2.ª B         | 2011-12       | 20    | 1     | —                | —                | —                     | —                     | 20    | 1     |
| Real Sociedad "B" · España | 2.ª B         | 2012-13       | 32    | 1     | —                | —                | —                     | —                     | 32    | 1     |
| Real Sociedad "B" · España | 2.ª B         | 2013-14       | 14    | 0     | —                | —                | —                     | —                     | 14    | 0     |
| Real Sociedad "B" · España | Total club    | Total club    | 67    | 2     | 0                | 0                | 0                     | 0                     | 67    | 2     |
| Real Sociedad · España     | 1.ª           | 2013-14       | 10    | 0     | 7                | 0                | 0                     | 0                     | 17    | 0     |
| Real Sociedad · España     | 1.ª           | 2014-15       | 23    | 0     | 1                | 0                | 4                     | 0                     | 28    | 0     |
| Real Sociedad · España     | 1.ª           | 2015-16       | 13    | 0     | 0                | 0                | —                     | —                     | 13    | 0     |
| Real Sociedad · España     | 1.ª           | 2016-17       | 14    | 0     | 3                | 0                | —                     | —                     | 17    | 0     |
| C. D. Leganés · España     | 1.ª           | 2017-18       | 30    | 1     | 0                | 0                | —                     | —                     | 30    | 1     |
| C. D. Leganés · España     | Total club    | Total club    | 30    | 1     | 0                | 0                | 0                     | 0                     | 30    | 1     |
| Real Sociedad · España     | 1.ª           | 2018-19       | 26    | 1     | 3                | 0                | —                     | —                     | 29    | 1     |
| Real Sociedad · España     | 1.ª           | 2019-20       | 30    | 0     | 3                | 0                | —                     | —                     | 33    | 0     |
| Real Sociedad · España     | 1.ª           | 2020-21       | 12    | 0     | 2                | 0                | 4                     | 0                     | 18    | 0     |
| Real Sociedad · España     | 1.ª           | 2021-22       | 24    | 0     | 4                | 0                | 7                     | 0                     | 35    | 0     |
| Real Sociedad · España     | Total club    | Total club    | 152   | 1     | 23               | 0                | 15                    | 0                     | 190   | 1     |
| Cádiz C. F. · España       | 1.ª           | 2022-23       | 10    | 0     | 0                | 0                | ―                     | ―                     | 10    | 0     |
| Cádiz C. F. · España       | 1.ª           | 2023-24       | 13    | 0     | 2                | 0                | ―                     | ―                     | 15    | 0     |
| Cádiz C. F. · España       | 2.ª           | 2024-25       | 21    | 0     | 1                | 0                | ―                     | ―                     | 22    | 0     |
| Cádiz C. F. · España       | Total club    | Total club    | 44    | 0     | 3                | 0                | 0                     | 0                     | 47    | 0     |
| Total carrera              | Total carrera | Total carrera | 293   | 4     | 26               | 0                | 15                    | 0                     | 334   | 4     |
| 1. 2.                      |               |               |       |       |                  |                  |                       |                       |       |       |

## Palmarés

### Campeonatos nacionales
| Título       | Club          | País   | Año  |
| ------------ | ------------- | ------ | ---- |
| Copa del Rey | Real Sociedad | España | 2020 |